# Адлиман, Роберт
Роберт Адлиман (англ. Robert Adleman; 7 мая 1919, Филадельфия, США — 16 ноября 1995, Ашленд, США) — американский писатель-романист и историк.

## Биография
Адлиман родился в Филадельфии, штат Пенсильвания. Служил фотографом и стрелком в авиационном корпусе во время Второй мировой войны. После войны стал бизнесменом и начал писать исторические произведения в сотрудничестве с полковником армии США Джорджем Уолтоном. Вместе они написали ряд книг о Второй мировой войне, самой успешной из которых была книга «Дьявол» 1966 года о 1-й бригаде спецназа по прозвищу «Бригада дьявола». Позднее книга была экранизирована.
Адлиман был совладельцем и президентом компании Robinson, Adleman и Montgomery, филадельфийской компании по связям с общественностью и рекламе. Будучи Новатор, он постоянно создавал новые предприятия: публиковал газету «The Record-Breeze and Mall Journal», продюсировал телепередачи «Today», «Modern Living» и сети ресторанов быстрого питания «Take Out Kitchens» и «Hush».
После продажи прав на фильм Адлиман и его жена переехали из Филадельфии в Малибу, штат Калифорния . Они оставались там в течение нескольких лет, пока не приобрели большое ранчо в штате Орегон, там они открыли ресторан «The Bella Union», где подавали собственный запатентованный коктейль «peach baboo», названный в честь их внука.
Адлиман умер в Ашленде, штат Орегон, в 1995 году. Его жена и две дочери развеяли его пепел согласно завещанию по берегу океана на пляже в Малибу.

## Труды
- The Devil's Brigade (1966) (written with Col. George Walton)
- Rome Fell Today (1968) (written with Col. George Walton)
- The Champagne Campaign (1969) (written with Col. George Walton)
- The Bloody Benders (1970)
- Annie Deane (1971)
- What's Really Involved in Writing and Selling Your Book (1972)
- The Black Box (1973)
- Alias Big Cherry: The Confessions of a Master Criminal (1973)
- Sweetwater Fever (1986)